# Lac Beauchêne
Pour les articles homonymes, voir Beauchêne.
Le lac Beauchêne est un plan d'eau douce situé principalement dans la municipalité de Témiscaming, dans la municipalité régionale de comté (MRC) de Témiscamingue, dans la région administrative de l'Abitibi-Témiscamingue, au Québec, au Canada.
Annuellement, la surface du lac est généralement gelée de la mi-novembre à la fin avril, néanmoins, la période de circulation sécuritaire sur la glace est habituellement de la mi-décembre à la mi-avril. Le lac est situé entièrement en milieu forestier.

## Géographie
Les bassins versants voisins du lac Beauchêne sont :
- côté nord : lac Green, lac Hunter, lac Kipawa ;
- côté est : rivière Beauchêne ;
- côté sud : lac des Loups, lac Marin, ruisseau du Serpent, ruisseau de l'Est ;
- côté ouest : rivière des Outaouais, rivière Beauchêne.

Le lac Beauchêne est situé à 6,1 km (en ligne directe) de la rive est de la rivière des Outaouais et à 7,5 km (en ligne directe) avec le centre du village de Témiscaming. L'embouchure du lac est situé sur la rive ouest de la partie nord-ouest. La rivière Beauchêne constitue l'émissaire du lac.
Le lac Beauchêne est séparé en deux parties par une presqu'île s'avançant de la rive nord vers le sud, engendrant la formation d'un détroit de 1,7 km en longueur. La partie nord-ouest comporte la baie Foley (longueur : 3,2 km ; largeur : 0,9 km) qui est formé par l'avancée de deux presqu'îles. La partie nord-ouest comporte aussi une île importante et quelques petites îles.
La partie sud-est du lac comporte la baie Louise (côté nord-ouest), la baie Burns (côté sud), la "baie Can Opener" (côté sud-est), la baie Sandy (côté nord) et la baie Clark (côté nord). Cette partie comporte deux principales îles situées à l'entrée des baies Sandy et CLark.
Le lac Beauchêne reçoit les eaux :
- côté nord : décharge du Petit lac Beauchêne, décharge du lac du Brochet ;
- côté est : décharge des Petits lacs Otter et du lac Tower, rivière Beauchêne ;
- côté sud : décharge d'un ruisseau drainant plusieurs lacs dont le lac Mountain.

## Toponymie
En 1905, la désignation de cette rivière était signalée comme « Obashing; lake, Pontiac county, Que. (Not Big Obashing.)" dans le "Fifth Report of the Geographic Board of Canada 1904", publié à Ottawa, page 46. Par ailleurs, l'appellation "lac Beauchêne" paraît sur la carte du "Club Deauville" (10-2) de 1963.
L'hydronyme "lac Beauchêne" a été officialisé le 5 décembre 1968 à la Commission de toponymie du Québec.